# Villafufre
Villafufre è un comune spagnolo di 1 109 abitanti situato nella comunità autonoma della Cantabria, comarca di Valles Pasiegos.